# A Rock
A Rock (стилизация под прописные буквы) — дебютный студийный альбом американского кантри-музыканта Hardy (Майкл Уилсон Харди), который вышел 4 сентября 2020 года на лейбле Big Loud. Критики описали его как «гиперстилизованная, гиперагрессивная версия коммерческого кантри на заре 2020-х годов».

## История
Джои Мои и Дерек Уэллс спродюсировали весь альбом, с сопродюсерством Дэвида Гарсии в «Where Ya At» и Джейка Митчелла в «Unapologetically Country as Hell» и заглавном треке. Альбом является продолжением мини-альбома Харди Hixtape, Vol. 1. «One Beer», при участии Девина Доусона и Лорен Элейны, является ведущим синглом.

## Отзывы
| Оценки критиков | Оценки критиков |
| Источник        | Оценка          |
| --------------- | --------------- |
| AllMusic        | [ 6 ]           |

Альбом получил в целом смешанные отзывы. Джефф Линкольн из Country Standard Time дал благоприятный отзыв об альбоме, похвалив нетрадиционный для кантри-музыканта внешний вид Харди, а также его лирическое мастерство и сочетание влияний кантри и рока. Он завершил свой обзор словами: «У него есть подлинная привлекательность, и Харди нашёл правильный лейбл в Big Loud Records. Кантри-музыка всегда была чем-то большим, чем шляпы». Закари Кепхарт из Country Universe оценил альбом на одну из пяти звёзд, заявив, что «он подробный писатель, и именно поэтому, я думаю, большинство людей не сразу списали это как попытку какого-либо возрождения самой тенденции. Просто его детали совершенно неприятны». Он также раскритиковал сведение и продюсирование Джоуи Мои и ограниченный вокальный диапазон Харди.
Стивен Томас Эрлевайн из AllMusic отметил, что «На дебютном альбоме Харди „A ROCK“ все стилизовано под заглавные буквы, что вполне соответствует его пост-брутальному кантри. Харди не любит тонкостей. Когда он пишет песню для вечеринки, она обливается пивом; когда он пишет балладу, она липкая от чувств. Эта тактика принесла ему успех как автору песен, особенно в мелодиях, написанных им для Моргана Уоллена и Florida Georgia Line. FGL тяжело нависают над A ROCK, отчасти потому, что Харди поёт в ровном тоне, напоминающем песни Тайлера Хаббарда и Брайана Келли, отчасти потому, что мелодии также следуют прямой и открытой линии, как межштатная автомагистраль. Однако Харди не поёт с лёгкой ухмылкой, как Тайлер и Брайан, и у него нет здравого смысла расслабляться и наслаждаться. Он нажимает так сильно, как это сделал бы тот, кто решил стилизовать свой дебютный альбом под заглавные буквы, и продюсер Джоуи Мой следует его примеру, выдвигая каждый элемент на передний план, так что все звучит громче, чем все остальное. Это гиперстилизованная, гиперагрессивная версия коммерческого кантри на заре 2020-х годов, но она также кажется несколько старомодной благодаря чрезмерному увлечению мелодиями, которые звучат как би-сайды FGL».

## Список композиций
| №                   | Название                                              | Автор(ы)                                        | Длительность |
| ------------------- | ----------------------------------------------------- | ----------------------------------------------- | ------------ |
| 1.                  | «Truck»                                               | Michael Hardy [англ.] Ben Johnson Hunter Phelps | 3:38         |
| 2.                  | «Boyfriend»                                           | Hardy Zach Abend Andy Albert                    | 3:39         |
| 3.                  | «Give Heaven Some Hell»                               | Hardy Ashley Gorley Johnson Phelps              | 3:37         |
| 4.                  | «Boots»                                               | Hardy David Garcia Hillary Lindsey              | 3:13         |
| 5.                  | «Where Ya At»                                         | Hardy Jessie Jo Dillon Garcia                   | 2:59         |
| 6.                  | «Ain't a Bad Day»                                     | Hardy Jake Mitchell Phelps                      | 3:22         |
| 7.                  | «One Beer» (при участии Lauren Alaina и Devin Dawson) | Hardy Lindsey Mitchell                          | 2:53         |
| 8.                  | «So Close» (featuring Ashland Craft)                  | Hardy Mark Holman Lindsey                       | 3:45         |
| 9.                  | «Broke Boy»                                           | Hardy Garcia Brett Tyler                        | 3:52         |
| 10.                 | «Hate Your Hometown»                                  | Hardy Garcia Lindsey                            | 3:28         |
| 11.                 | «Unapologetically Country as Hell»                    | Hardy Smith Ahnquist Nick Donley Mitchell       | 3:55         |
| 12.                 | «A Rock»                                              | Hardy Ahnquist Mitchell                         | 3:40         |
| Общая длительность: | Общая длительность:                                   | Общая длительность:                             | 42:01        |

Замечание
- Все названия треков стилизованы под заглавные буквы[3].

## Чарты
| Чарт (2020)                                | Высшая позиция |
| ------------------------------------------ | -------------- |
| Австралия Australian Country Albums (ARIA) | 20             |
| Канада (Canadian Albums Chart)             | 34             |
| США (Billboard Independent Albums)         | 4              |
| США (Billboard 200)                        | 24             |
| США (Billboard Top Country Albums)         | 4              |

| Чарт (2020)                       | Позиция |
| --------------------------------- | ------- |
| US Top Country Albums (Billboard) | 63      |

| Чарт (2021)                       | Позиция |
| --------------------------------- | ------- |
| US Top Country Albums (Billboard) | 30      |

| Чарт (2023)                       | Позиция |
| --------------------------------- | ------- |
| US Independent Albums (Billboard) | 38      |
| US Top Country Albums (Billboard) | 36      |

## Сертификации
| Регион                                                                      | Сертификация | Продажи |
| --------------------------------------------------------------------------- | ------------ | ------- |
| Канада (Music Canada)                                                       | Золотой      | 40 000  |
| США (RIAA)                                                                  | Золотой      | 500 000 |
| Данные о продажах + прослушиваниях приведены только на основе сертификации. |              |         |